# Rezolucija Vijeća sigurnosti UN-a 1345
Rezolucijom Vijeća sigurnosti UN-a 1345, jednoglasno usvojenom 21. ožujka 2001., nakon ponovnog potvrđivanja rezolucija 1160 (1998.), 1199 (1998.), 1203 (2000.), 1239 (1999.) i 1244 (1999.) o situaciji u bivšoj Jugoslaviji, Vijeće je osudilo ekstremističko nasilje i terorističke aktivnosti u dijelovima Makedonije i južne Srbije te pozvalo čelnike kosovskih Albanaca da osude nasilje.
Vijeće sigurnosti pozdravilo je korake koje je poduzela Vlada Makedonije za konsolidaciju multietničkog društva unutar svojih granica. Također je pozdravio planove Savezne Republike Jugoslavije (Srbije i Crne Gore) da mirno riješi krizu u južnoj Srbiji. Nadalje, napori obiju vlada, Europske unije, NATO-a, Organizacije za europsku sigurnost i suradnju (OESS), KFOR-a i Privremene administrativne misije Ujedinjenih naroda na Kosovu (UNMIK) da spriječe eskalaciju pozdravili su etničke napetosti i upravljali sigurnosnom situacijom u regiji.
Rezolucija, koju je inicirala Rusija, osudilo je ekstremističko nasilje i terorističke aktivnosti u Makedoniji i južnoj Srbiji i istaknulo da ima potporu etničkih albanskih ekstremista izvan ovih područja. Zahtijevalo je hitno razoružavanje svih pojedinaca koji sudjeluju u oružanim akcijama protiv vlasti u tim državama, a sve razlike moraju se rješavati dijalogom. Sve su strane morale djelovati suzdržano uz poštivanje ljudskih prava iu skladu s međunarodnim humanitarnim pravom.
Vijeće je je izjavilo da cijeni napore Albanije da promiče mir u regiji i izolira ekstremiste. Politički čelnici kosovskih Albanaca i čelnici etničkih Albanaca drugdje pozvani su da javno osude nasilje i etničku mržnju. Pozdravljeni su napori KFOR-a da provede svoj mandat, a međunarodna zajednica je pozvana da razmotri načine na koje bi mogla pomoći naporima u regiji. Na kraju, sve države su zamoljene da poštuju suverenitet i teritorijalni integritet drugih država u regiji.

## Vanjske poveznice
| Wikizvor | Engleski Wikizvor ima izvorni tekst na temu: United Nations Security Council Resolution 1345 |

- Text of the Resolution at undocs.org